# Across the Way
Pour plus de détails, voir Fiche technique et Distribution.
Across the Way est un court métrage muet américain produit en 1915 par Princess, une société de production de la Thanhouser Company. 
Cette comédie dramatique met en scène un homme nommé Sparks qui joue un tour à un ami pour le faire douter de sa santé mentale. Le tour consiste à faire croire à son ami que sa bien-aimée se fait agresser. C'est une réussite mais quelques jours plus tard, elle se fait vraiment agresser par un cambrioleur. L'ami de Sparks la sauve puis l'épouse à sa place. Les comédies dramatiques de Princess n'ont pas bien été reçues si bien qu'après la sortie du film, Edwin Thanhouser s'intéresse personnellement aux productions du studio de New Rochelle. Peu de temps après, Princess est abandonnée et remplacée par la société Falstaff. Le film est présumé perdu.

## Synopsis
Le synopsis officiel du film est répertorié dans le magazine Reel Life : « Sparks apprend, lors d'une visite chez sa fiancée, Bianca, étudiante en art, que son ami, Tom Brown, écrivain, habite en face de chez elle. Il voit bientôt que Bianca et Brown se plaisent et décide de faire une blague à son ami qui le ferait douter de sa santé mentale. Il persuade Bianca de jouer une scène avec lui, dans laquelle elle se fait agresser par un homme avec un pistolet près d'une fenêtre aux rideaux tirés. Pour se défendre, elle sort une dague de sa poitrine et tue son agresseur. Voyant ce spectacle en ombres chinoises à travers les rideaux, Brown se précipite pour aider Bianca. Il la trouve en train de lire paisiblement et elle lui dit que cet incident n'est autre qu'une hallucination. Quelques jours plus tard, Bianca se fait vraiment agresser par un cambrioleur. Brown, qui sait maintenant que son hallucination n'était qu'un mauvais tour de Sparks, pense qu'il s'agit d'une nouvelle blague de son ami. Il va tout de même vérifier et arrive juste à temps pour sauver la fille, qui rompt avec Sparks pour se marier avec Brown. »

## Distribution
- Boyd Marshall : Tom Brown
- John Reinhard : Sparks
- Rene Farrington|René Farrington : Bianca
- Kenneth Clarendon : le gardien
- M. Yorke (Jay C. Yorke) : le cambrioleur

## Production
La société de production Princess de la Thanhouser Company est créée en 1913. Elle sortait un film chaque vendredi. Ses premières productions sont pour la plupart des comédies qui marchent bien contrairement à ses comédies dramatiques. Les premières productions de Princess sont caractérisées par des scénarios médiocres, peu logiques ou présentant un contenu inintéressant. Princess produit des films dans un studio à New Rochelle de 1913 à 1915, date à laquelle la société a été renommée Falstaff. La production et la sortie d'Across the Way ont eu lieu avant qu'Edwin Thanhouser ne revienne et s'occupe personnellement d'améliorer la qualité des productions du studio de New Rochelle. La nouvelle société, Falstaff, remplace bientôt Princess.

## Sortie et critiques
Le film est sorti le 12 février 1915. Il sort plus tard au Royaume-Uni le 5 juillet 1915. Le film est diffusé à l'échelle nationale avec des publicités à Chicago, dans l'Illinois, au Kansas, et dans l'Ohio.
Une critique dans The Moving Picture World décrit la comédie dramatique comme agréable à regarder et pleine d'action. Cependant, la qualité des derniers films de Princess ne plaisait pas à l'audience notamment le film Just Kids sortit le 9 avril. Le film est présumé perdu.